# Michael Strahan
Michael Anthony Strahan (nascido em 21 de novembro de 1971) é um ex-jogador de futebol americano que jogava como Defensive end e passou toda sua carreira de 15 anos no New York Giants da National Football League (NFL).
Strahan estabeleceu um recorde de mais sacks em uma temporada em 2001 e ajudou os Giants a vencerem o Super Bowl XLII em sua última temporada em 2007. Depois de se aposentar da NFL, Strahan se tornou uma personalidade da mídia. Strahan foi eleito para o Hall da Fama do Futebol Americano Profissional em 2014.
Atualmente, ele é analista na Fox e co-apresentador de Strahan and Sara, da ABC.

## Primeira anos
Strahan nasceu em Houston, Texas. O mais novo de seis filhos, ele é filho de Louise Strahan, uma treinadora de basquete, e Gene Willie Strahan, um Major do Exército aposentado.
Gene era major no Exército dos EUA e quando Michael tinha 9 anos, a família mudou-se para um posto do exército - BFV (Benjamin Franklin Village) - em Mannheim, Alemanha Ocidental.
Embora Strahan não tenha jogado futebol americano na Westbury High School até o último ano, ele jogou enquanto frequentava a escola do MAHS (Mannheim American High School) um Dependent High School do Departamento de Defesa dos EUA, em Käfertal (Mannheim), Alemanha, jogando como linebacker.
No último ano do ensino médio de Strahan, seu pai o enviou para morar com seu tio Art (ex-jogador da NFL) em Houston, para que ele pudesse frequentar a Westbury High School. Strahan jogou uma temporada, o que foi suficiente para ele receber uma bolsa de estudos da Texas Southern University. Ele então voou de volta para a Alemanha para o período de primavera, onde se formou em Mannheim Christian.

## Carreira universitária
Strahan seguiu os passos de seu tio Art e também jogou na Texas Southern University. Em sua segunda temporada, Strahan começou a se transformar em um prospecto da NFL.
Em seu terceiro ano, Strahan foi selecionado pra Primeira-Equipe All-America. Ele registrou 68 tackles, 19 sacks e 32 tackles. Ele também foi eleito Jogador Defensivo do Ano da Divisão I-AA.
Em seu último ano, Strahan liderou a divisão com 14,5 sacks. Seus 41,5 sacks são um recorde de Texas Southern University.

## Carreira profissional

### Combine
| Altura | Peso   | Tamanho da mão | Corrida de 40 jardas | Corrida de 20 jardas | Salto vertical |
| ------ | ------ | -------------- | -------------------- | -------------------- | -------------- |
| 1,96   | 125 kg | 25,7           | 4.94 seconds         | 4.74 seconds         | 82,5 cm        |

### Começo da carreira
Strahan foi selecionado pelo New York Giants no Draft de 1993. Ele jogou em apenas 6 jogos devido a lesões e perdeu dois jogos dos playoffs dos Giants naquela temporada.
Depois de algumas temporadas pouco notáveis, Strahan teve uma grande temporada em 1997, registrando 14 sacks. Ele foi eleito para o primeiro Pro Bowl e pra Primeira-Equipe All-Pro pela Associated Press.
Em 1998, Strahan continuou seu sucesso, acumulando 15 sacks e sendo eleito pela segunda vez pro Pro-Bowl e pra Primeira-Equipe All-Pro.

### Meio da carreira
Strahan foi um dos membros dos Giants que participou da campanha até o Super Bowl XXXV. Apesar de grande vitória sobre o Minnesota Vikings por 41-0 na NFC Championship Game, os Giants foram derrotados pelo Baltimore Ravens por 34-7.
Em 2002, Michael Strahan e os Giants negociaram um novo contrato. Ele disse que a equipe não conseguiu negociar depois que ele recusou sua primeira proposta de contrato. Ele acusou o front office de não tentar ser competitivo em 2002. Quatro dias depois, o running back Tiki Barber o criticou por ser egoísta e ganancioso. Os dois tiveram uma conversa telefônica aquecida naquela noite e Strahan disse que eles não se falavam mais.
Poucos jogadores na NFL foi mais dominantes do que Strahan de 1997 a 2005. Ele foi nomeado o Jogador Defensivo do Ano da NFL de 2001 e foi duas vezes Jogador Defensivo da NFC do Ano (em 2001 e 2003).
Strahan foi considerado por muitos treinadores, colegas e especialistas como o melhor em sua posição durante o auge de sua carreira (1997–2005). Ele também foi considerado um dos melhores contra a corrida, o que fez com que muitos o considerassem um Defensive End completo.

### Carreira posterior
Em 23 de outubro de 2006, com um sack contra o Dallas Cowboys, Strahan empatou com Lawrence Taylor no recorde de mais sacks feito por um jogador dos Giants com 132,5. Esse foi o último sack que Strahan conseguiria naquela temporada, já que duas semanas depois ele sofreu uma fratura e perdeu o restante da temporada e os playoffs
Parecia que Strahan se aposentaria após a temporada de 2006, mas o veterano optou por retornar por um ano final. Sua 15ª e última temporada provou ser o primeiro título dos Giants desde 1990. Em 30 de setembro de 2007, ele sacou Donovan McNabb do Philadelphia Eagles, aumentando seu total de carreira para 133,5, estabelecendo um novo recorde da franquias.
Em 3 de fevereiro de 2008, Strahan teve 2 tackles e 1 sack no Super Bowl XLII. Reforçados por uma forte defesa e um passe inquebrantável, os Giants venceram o jogo por 17-14, contra o então invicto New England Patriots, dando a Strahan sua primeira vitória no Super Bowl. Seu ditado foi "Stomp you out!"
Em 9 de junho de 2008, Strahan se aposentou da NFL. Ele disse a Jay Glazer do Foxsports.com "Chegou a hora, eu terminei".
Strahan se aposentou com 141,5 sacks (5º de todos os tempos quando se aposentou), 854 tackles, 4 interceptações, 24 de fumble forçado e 3 touchdown em 200 jogos ao longo de uma carreira de 15 anos (até a temporada de 2007). Ele também foi nomeado para o Pro Bowl em sete vezes.
O Super Bowl XLVIII, jogado em East Rutherford, Nova Jersey, foi dedicado a Strahan após a sua introdução ao Hall da Fama do Futebol Americano Profissional em 2014. Strahan realizou o sorteio cerimonial, acompanhado pelos outros membros da classe daquele ano. Strahan também comentou sobre a apresentação do troféu para a Fox, uma vez que Terry Bradshaw (que comentou sobre as apresentações do troféu para as transmissões anteriores do Super Bowl da Fox) estava de luto pela morte de seu pai.
Em 3 de novembro de 2014, ele foi presenteado com seu anel do Hall da Fama no intervalo do jogo entre Giants e Colts. Estiveram presentes 100 ex-jogadores dos Giants, bem como ex-companheiros de equipe do Strahan.

## Estatísticas
| Ano    | Time   | Jogos | Tackles | Tackles | Tackles | Tackles | Fumbles  | Fumbles     | Fumbles | Interceptações | Interceptações | Interceptações | Interceptações | Interceptações |
| Ano    | Time   | Jogos | Comb    | Total   | Ast     | Sacks   | Forçados | Recuperados | Jardas  | Int            | Jds            | Avg            | Lng            | TD             |
| ------ | ------ | ----- | ------- | ------- | ------- | ------- | -------- | ----------- | ------- | -------------- | -------------- | -------------- | -------------- | -------------- |
| 1993   | NYG    | 9     | 3       | 1       | 2       | 1.0     | 0        | 0           | 0       | 0              | 0              | 0              | 0              | 0              |
| 1994   | NYG    | 15    | 38      | 25      | 13      | 4.5     | 1        | 0           | 0       | 0              | 0              | 0              | 0              | 0              |
| 1995   | NYG    | 15    | 58      | 48      | 10      | 7.5     | 3        | 0           | 0       | 2              | 56             | 28             | 56             | 0              |
| 1996   | NYG    | 16    | 62      | 52      | 10      | 5.0     | 1        | 0           | 0       | 0              | 0              | 0              | 0              | 0              |
| 1997   | NYG    | 16    | 68      | 46      | 22      | 14.0    | 2        | 1           | 0       | 0              | 0              | 0              | 0              | 0              |
| 1998   | NYG    | 16    | 67      | 53      | 14      | 15.0    | 2        | 0           | 0       | 1              | 24             | 24             | 24             | 1              |
| 1999   | NYG    | 16    | 60      | 41      | 19      | 5.5     | 0        | 2           | 0       | 1              | 44             | 44             | 44             | 1              |
| 2000   | NYG    | 16    | 66      | 50      | 16      | 9.5     | 0        | 4           | 0       | 0              | 0              | 0              | 0              | 0              |
| 2001   | NYG    | 16    | 73      | 60      | 13      | 22.5    | 6        | 1           | 0       | 0              | 0              | 0              | 0              | 0              |
| 2002   | NYG    | 16    | 70      | 55      | 15      | 11.0    | 3        | 1           | 0       | 0              | 0              | 0              | 0              | 0              |
| 2003   | NYG    | 16    | 76      | 61      | 15      | 18.5    | 3        | 1           | 0       | 0              | 0              | 0              | 0              | 0              |
| 2004   | NYG    | 8     | 34      | 24      | 10      | 4.0     | 1        | 3           | 0       | 0              | 0              | 0              | 0              | 0              |
| 2005   | NYG    | 16    | 81      | 59      | 22      | 11.5    | 1        | 1           | 0       | 0              | 0              | 0              | 0              | 0              |
| 2006   | NYG    | 9     | 38      | 28      | 10      | 3.0     | 0        | 0           | 0       | 0              | 0              | 0              | 0              | 0              |
| 2007   | NYG    | 16    | 57      | 45      | 12      | 9.0     | 1        | 1           | 0       | 0              | 0              | 0              | 0              | 0              |
| Career | Career | 216   | 854     | 651     | 203     | 141.5   | 24       | 15          | 0       | 4              | 124            | 31             | 56             | 2              |

Fonte:

## Na mídia
- Strahan foi o anfitrião do programa Backyard Stadiums na Rede DIY, onde ele e uma equipe de empreiteiros e jardineiros organizam cursos de esportes nos quintais.[10]
- Em 24 de junho de 2008, foi anunciado que Strahan se uniria ao programa de pré-jogo da NFL, ao lado de Curt Menefee, Terry Bradshaw, Howie Long e Jimmy Johnson.[11]
- Em setembro de 2008, Strahan estrelou VIP Like Me, uma série da web para Snickers.[12]
- Strahan ao lado de Justin Tuck também aparece nos comerciais do Subway.[13]
- Em 2015, Strahan escreveu e lançou um livro motivacional intitulado Wake Up Happy: The Dream Big, Win Big Guide to Transforming Your Life.[14]
- No episódio de Lip Sync Battle que foi ao ar em 30 de abril de 2015, Strahan competiu contra Hoda Kotb, com performances de "London Bridge" da Fergie e "Poison" de Bell Biv DeVoe, ele perdeu a competição.
- Em junho de 2011, Strahan filmou um comercial apoiando a legalização do casamento entre pessoas do mesmo sexo em Nova York.[15]

## Vida pessoal
Strahan se formou na Universidade do Sul do Texas em 1993. Seu tio, Arthur Strahan, atuou no Houston Oilers (1995) e no Atlanta Falcons (1998).
Ele foi casado com sua primeira esposa, Wanda Hutchins, até 1996. Eles têm uma filha, Tanita Strahan (n. 1992), e um filho, Michael Anthony Strahan, Jr. (n. 1995).
Em 1999, ele se casou com Jean Muggli depois de conhecê-la em um spa. Eles têm filhas gêmeas que nasceram em 2004. Eles se divorciaram amargamente em 2006. Em janeiro de 2007, o juiz James B. Convery concedeu a Muggli US $ 15 milhões em um acordo de divórcio, além de US $ 18.000 de pensão mensal. Com isso sendo mais da metade de seus US $ 22 milhões em ativos, Strahan recorreu. Em março de 2007, o tribunal ordenou que a mansão em Montclair, Nova Jersey, fosse leiloada e que o dinheiro das vendas se dividisse igualmente com Jean; a casa foi avaliada em US $ 3,6 milhões.
Em agosto de 2009, Strahan ficou noivo de Nicole Mitchell, ex-mulher de Eddie Murphy; no entanto, em 2014, os dois romperam o noivado.